# Невероятные фонтаны Чикаго
Невероятные фонтаны Чикаго (англ. Chicago's Fabulous Fountains) — путеводитель по многочисленным фонтанам города Чикаго в штате Иллинойс, США. Книгу написал Грег Борзо (англ. Greg Borzo), отмеченный наградами журналист, редактор и автор книг о Чикаго.

## Описание
Книга Грега Борзо «Невероятные фонтаны Чикаго» вышла в 2017 году, она наполнена любопытными наблюдениями автора, описанием архитектуры и истории города, связанных с фонтанами города Чикаго, где автор прожил большую часть своей жизни. Издательство книги — Издательство Южного Иллинойского университета. Книга подробно рассказывает об истории некоторых городских фонтанов и любопытных вещах, стоящих за ними — от политических шалостей до реальных криминальных историй. Фонтаны везде похожи, но по утверждению Грега Борзо отличная одна от другой «история фонтанов — вот что их отличает». Автор книги также делится рассказами о различных водных сооружениях, художниках, городских легендах и реальных фактах: от серьёзных и исторических до глупых и причудливых, например, таких как «Дерьмовый фонтан» в виде свёрнутой в спираль кучи собачьего помёта из бронзы, шутливо намекающего владельцам собак о необходимости убирать за своими питомцами.
По состоянию на 2020 год всего в Чикаго построено и установлено на улицах, площадях, в парках и общественных зданиях 130 фонтанов. В книге описаны как самые первые фонтаны города, так и современные питьевые, знаменитые, безумные, забытые и креативные, их прошлое и будущее.
Фотографии (139 иллюстраций) выполнены Джулией Тиль (англ. Julia Thiel), предисловие написал Джеффри Баер, введение — Дебра Шор (англ. Debra Shore). Книга разбита на девять глав.
Переплёт твёрдый, на передней стороне обложки книги — фонтан Северного Траста (англ. Northern Trust Fountain), расположенный на пересечении Монро-стрит и Уэллс-стрит, описание см. с. 9; на задней стороне — фонтан, созданный резчиком по камню Уолтером Арнольдом, отражающий романский стиль Ричардсона Дома Кейбла 1886 года постройки, расположенного на 25 Ист-Эри-стрит (англ. East Erie Street).

## Отзывы
Грег Борзо провёл презентацию своей книги 14 июня 2017 года в Библиотеке Гарольда Вашингтона, где рассказал, что первоначально планировал исследовать и писать обо всех фонтанах США, но решил сосредоточиться на Чикаго после того, как узнал, сколько городских источников украшает этот «город ветров». 28 июня 2017 года Грег Борзо провёл презентацию книги в публичной библиотеке Де-Плейн.
Сразу после презентации, книга произвела огромный фурор и получила много отзывов различных критиков, а Грега Борзо стали приглашать на интервью, где он делился своими впечатлениями о фонтанах, одно из них было на канале WTTW в программе телевизионных новостей Chicago Tonight. Также у Грега Борзо взяли интервью 17 мая 2017 года Дэйв Плайер, а 2 июля 2017 года — известный чикагский писатель, журналист и радиоведущий Рик Коган, оба интервью опубликованы на сайте радиокомпании WGN, права публикации принадлежат медиакомпании Nexstar Media Inc.
В интервью «Трибьюн» на вопрос обозревателя Рика Когана «Какой ваш любимый фонтан?», Грег Борзо ответил: «Фонтан Великих озёр, но иногда мой любимый фонтан это тот, рядом с которым я сижу».
Издательство Южного Иллинойского университета опубликовало на своём сайте карту фонтанов Чикаго, созданную Джулией Тиль, где рекомендует для большей информации путеводитель по фонтанам Грега Борзо. «Он знает об общественных фонтанах Чикаго больше, чем вы можете себе представить, поскольку недавно собрал информацию о своих посещениях и исследованиях в захватывающей книге под соответствующим названием», — отзывается о Греге Борзо издательство его книги.
«Я ценю воду во всех её формах», — написала к предисловию книги Дебра Шор (англ. Debra Shore), комиссар Управления чикагской очистной системы, а также отметила в интервью «потрясающие фотографии Джулии Тиль». «Прочитав эту книгу, вы увидите фонтаны Чикаго как новых друзей», — говорит телеведущий, актёр и продюсер Джеффри Баер.
Грег Борзо полагает, что Чикаго мог бы стать конкурентом самопровозглашённому «городу фонтанов» Канзас-Сити, поскольку в Чикаго фонтанов меньше; однако «город ветров» теперь можно смело назвать «водным миром», — резюмировал журналист Пэтти Ветли (англ. Patty Wetli) Интернет-газеты DNAinfo.

## Признания, премии, награды
В 2018 году книга стала серебряным призёром премии IPPY в номинации «Победитель документальной литературы о Великих озёрах», а также ежегодной премии ISHS в области других публикаций, 10 октября за выдающиеся достижения Историческое общество штата Иллинойс наградило Грега Борзо сертификатом за книгу.
Экземпляр книги хранится в Историческом обществе Эджуотера, в библиотеках учебных заведений, таких как Гриннеллский колледж, в общественных городских библиотеках — Чикагской публичной библиотеке и в исследовательской Библиотеке Конгресса за номером № NA9410.C4B67 2017, во всемирно известном художественном учреждении Фонде Пола Гетти, а также во многих других библиотеках мира.